# انسانیت‌زدایی
انسانیت‌زدایی (انگلیسی: Dehumanization) انکار انسانیت کامل در دیگران همراه با ظلم و رنجی است که با آن همراه است. یک تعریف عملی از آن به نگاه و رفتار با افراد دیگر به گونه‌ای گفته می‌شود که گویی فاقد ظرفیت‌های ذهنی هستند که معمولاً به انسان نسبت داده می‌شود. در این تعریف، هر عمل یا فکری که یک فرد را «کمتر از» انسان بداند، انسانیت‌زدایی است.